# Audrey Hepburn
Audrey Hepburn, oprindeligt Audrey Kathleen Ruston, (født 4. maj 1929, død 20. januar 1993) var en belgisk-født, britisk skuespiller.

## Kærlighedsliv
I 1952 blev hun kædet sammen med James Hanson (1922 - 2004), som senere benyttede sin families store aktiver til at opkøbe firmaer, som han effektiviserede og frasolgte med stor fortjeneste, hvorfor han af samme grund blev kaldt for "Lord Moneybags" (dansk "Lord Pengepose"). Hun kaldte det "kærlighed ved første blik". Selvom de nåede at gøre sig klar til at blive gift, mente Hepburn alligevel ikke, at deres ægteskab kunne fungere, da hun regnede med, at deres karrierer ville holde dem adskilt. Hepburn endte derfor i stedet med at blive gift to gange: Den ene gang med skuespilleren Mel Ferrer og den anden gang med den italienske læge Andrea Dotti. Hun fik et barn med hver af de to mænd. Sean, født 1960 med Ferrer, og Luca, født i 1970 med Dotti.

## Humanitær indsats
Hepburn arbejdede i de senere år i verdens fattigste lande for UNICEF. Hun talte engelsk, hollandsk, fransk, italiensk, spansk og tysk, hvilket hjalp hende i arbejdet.

## Død
I 1992, da Hepburn var på vej tilbage til Schweiz fra et besøg i Somalia, følte hun smerter i underlivet. Hun konsulterede en specialist, men fik ingen afgørende resultater. Hun besluttede at få det undersøgt yderligere. mens hun var i Los Angeles i oktober. Den 1. november valgte lægen at udføre en laparoskopi og opdagede kræft i underlivet og valgte derfor at operere. Et par dage senere konstateredes yderligere problemer. Selv om hun fik stærk smertelindrende medicin, var dette ikke nok til at dulme smerten. Derfor valgte lægerne at operere endnu en gang. Efter en time på operationsbordet kunne kirurgerne konstatere at kræften havde spredt sig for meget, og at der ikke var noget håb om helbredelse.
Audrey Hepburn døde i Schweiz den 20. januar 1993 som 63-årig.

## Filmografi
| År   | Titel                        | Rolle                               | Andre noter |
| ---- | ---------------------------- | ----------------------------------- | --- |
| 1948 | Nederlands in 7 lessen       | Stewardesse                         | Dokumentar |
| 1951 | One Wild Oat                 | Hotelreceptionist                   | |
| 1951 | Latter i Paradis             | Cigaretpige                         | |
| 1951 | Young Wives' Tale            | Eve Lester                          | |
| 1951 | The Lavender Hill Mob        | Chiquita                            | |
| 1952 | The Secret People            | Nora Brentano                       | |
| 1952 | Monte Carlo Baby             | Linda Farrell                       | |
| 1952 | Nous irons à Monte Carlo     | Melissa Walter                      | Fransk version af Monte Carlo Baby |
| 1953 | Prinsessen holder fridag     | Princesse Ann                       | Oscar for bedste kvindelige hovedrolle BAFTA vinder: Bedste britiske kvindelige skuespiller Golden Globe vinder: Bedste kvindelige skuespiller, drama           |
| 1954 | Sabrina                      | Sabrina Fairchild                   | Oscar-nomineret for bedste kvindelige hovedrolle BAFTA-nomineret: Bedste kvindelige skuespiller                                                                 |
| 1956 | Krig og fred                 | Natasha Rostova                     | Golden Globe-nomineret: Bedste kvindelige skuespiller, drama BAFTA-nomineret: Bedste britiske kvindelige skuespiller                                            |
| 1957 | Funny Face                   | Jo Stockton                         | |
| 1957 | Ariane                       | Ariane Chavasse/Tynd pige           | Golden Globe-nomineret: Bedste kvindelige skuespiller, musical/komedie                                                                                          |
| 1959 | Green Mansions               | Rima                                | Instrueret af Mel Ferrer |
| 1959 | Nonnen                       | Søster Luke (Gabrielle van der Mal) | Oscar-nomineret: Bedste kvindelige hovedrolle BAFTA-vinder: Bedste britiske kvindelige skuespiller Golden Globe-nomineret: Bedste kvindelige skuespiller, drama |
| 1960 | De uovervindelige            | Rachel Zachary                      | |
| 1961 | Pigen Holly                  | Holly Golightly                     | Oscar-nomineret: Bedste kvindelige hovedrolle |
| 1961 | Sladder                      | Karen Wright                        | |
| 1963 | Charade                      | Regina Lampert                      | Golden Globe-nomineret: Bedste kvindelige skuespiller, musical/komedie BAFTA-vinder: Bedste britiske kvindelige skuespiller                                     |
| 1964 | Pigen der stjal Eiffeltårnet | Gabrielle Simpson                   | |
| 1964 | My Fair Lady                 | Eliza Doolittle                     | Golden Globe-nomineret: Bedste kvindelige skuespiller, musical/komedie                                                                                          |
| 1966 | Sådan stjæler man en million | Nicole Bonnet                       | |
| 1967 | To på vejen                  | Joanna Wallace                      | Golden Globe-nomineret: Bedste kvindelige skuespiller, musical/komedie                                                                                          |
| 1967 | Fanget af mørket             | Susy Hendrix                        | Oscar-nomineret:Bedste kvindelige hovedrolle Golden Globe-nomineret: Bedste kvindelige skuespiller, drama                                                       |
| 1976 | Robin Hood og Marian         | Lady Marian                         | |
| 1979 | Kviksand                     | Elizabeth Roffe                     | |
| 1981 | They All Laughed             | Angela Niotes                       | |
| 1989 | Always                       | Hap                                 | |

## Tv og teater
| År   | Titel                                    | Rolle                    | Andre noter                                                                                               |
| ---- | ---------------------------------------- | ------------------------ | --- |
| 1949 | High Button Shoes                        | Korpige                  | Musical Theatre                                                                                           |
| 1949 | Sauce Tartare                            | Korpige                  | Musical Theatre                                                                                           |
| 1950 | Sauce Piquante                           | (Rollen nævnt)           | Musical Theatre                                                                                           |
| 1951 | Gigi                                     | Gigi                     | 24. november 1951 vandt Hepburn Theatre World Award 1952.                                                 |
| 1952 | CBS Television Workshop                  |                          | |
| 1954 | Ondine                                   | Vandnymfe                | 18. februar - 26. juni. Hepburn vandt en Tony Award for bedste kvindelige skuespiller. Birolle Mel Ferrer |
| 1957 | Mayerling                                | Maria Vetsera            | Producers' Showcase Birolle Mel Ferrer som Prins Rudolf.                                                  |
| 1987 | Love Among Thieves                       | Baronesse Caroline DuLac | Tv-film.                                                                                                  |
| 1993 | Gardens of the World with Audrey Hepburn | Sig selv                 | Miniserie - Emmy Award-vinder                                                                             |

## Eftermæle
Robotten Sophia er baseret på Audrey Hepburn.